# Épagne-Épagnette
Épagne-Épagnette é uma comuna francesa na região administrativa de Altos da França, no departamento de Somme. Estende-se por uma área de 6,56 km². Em 2010 a comuna tinha 551 habitantes (densidade: 84 hab./km²).